# División de Honor Oro femenina de balonmano 2024-25
La División de Honor Oro femenina de balonmano 2024-25 es la tercera temporada de la División de Honor Oro, competición de liga de la segunda categoría del balonmano femenino en España (sigue estructurada como subcategoría).

## Histórico
La temporada anterior se cerró con el ascenso del Balonmano Morvedre, Grafometal La Rioja y del Balonmano Zuazo a la máxima división nacional. Además el descenso del Errece Almassora Balonmano a División de Honor Plata y el ascenso de Adesal Córdoba, Handbol Mislata, Helvetia Anaitasuna, Lanzarote Puerto del Carmen y Solimusis Events Carballal dejó la competición de la siguiente manera.

## Sistema de competición
La reestructuración de la División de Honor Oro en la temporada anterior se mantuvo y fueron un total de 14 equipos los participantes.
- Se jugó a doble partido, ida y vuelta.
- Cada victoria sumó 2 puntos, cada empate 1 punto y cada derrota 0 puntos.
- Ascendieron a División de Honor los dos primeros clasificados: Zonzamas Plus car Lanzarote, Cicar Lanzarote Ciudad de Arrecife[7][8]
- Descienden a División de Honor Plata los dos últimos clasificados: Agrinova Costa de Almería Roquetas

## Equipos
| Inscritos 2024-25                  | Inscritos 2024-25                  | Inscritos 2024-25    | Inscritos 2024-25                        |
| ---------------------------------- | ---------------------------------- | -------------------- | ---------------------------------------- |
| Agrinova Costa de Almería Roquetas | Bandera de Andalucía               | Roquetas             | Pabellón Municipal Infanta Cristina      |
| Salma Adesal                       | Bandera de Andalucía               | Córdoba              | Sala de la Fuensanta                     |
| Zonzamas Plus car Lanzarote        | Bandera de Canarias                | San Bartolomé        | Pabellón Municipal de San Bartolomé      |
| Lanzarote Puerto del Carmen        | Bandera de Canarias                | Tías                 |                                          |
| Cicar Lanzarote Ciudad de Arrecife | Bandera de Canarias                | Arrecife             | Pabellón Municipal de Titerroy           |
| Vino Doña Berenguela BM. Bolaños   | Bandera de Castilla-La Mancha      | Bolaños de Calatrava | Pabellón Macarena Aguilar                |
| Soliss BM Pozuelo de Calatrava     | Bandera de Castilla-La Mancha      | Pozuelo de Calatrava | Pabellón Las Espartanas                  |
| Bm. Ikasa Boadilla                 | Bandera de la Comunidad de Madrid  | Boadilla del Monte   | Pabellón Municipal de Boadilla del Monte |
| Caja Rural Cleba                   | Bandera de Castilla y León         | León                 | Palacio Municipal de los Deportes        |
| Uneatlantico Pereda                | Bandera de Cantabria               | Santander            | Pabellón Polideportivo de la Albericia   |
| Grupo USA Handbol Mislata          | Bandera de la Comunidad Valenciana | Mislata              | Pabellón Municipal La Canaleta           |
| WISE Anaitasuna                    | Bandera de Navarra                 | Pamplona             | Pabellón Anaitasuna                      |
| Solimusis Events Carballal         | Bandera de Galicia                 | Vigo (Cabral)        | Pabellón Municipal Carballal             |
| Lobas Global Atac Oviedo           | Bandera de Asturias                | Oviedo               | Florida Arena                            |

## Clasificación
|                                                                    | Equipo                             | Puntos | J  | G  | E | P  | GF  | GC  | DG   |
| ------------------------------------------------------------------ | ---------------------------------- | ------ | -- | -- | - | -- | --- | --- | ---- |
| 1                                                                  | Zonzamas Plus Car Lanzarote        | 38     | 23 | 18 | 2 | 3  | 639 | 507 | 132  |
| 2                                                                  | Cicar Lanzarote Ciudad de Arrecife | 33     | 23 | 16 | 1 | 6  | 624 | 517 | 107  |
| 3                                                                  | Lobas Global Atac. Oviedo          | 31     | 23 | 15 | 1 | 7  | 594 | 533 | 61   |
| 4                                                                  | Salma Adesal                       | 30     | 23 | 13 | 4 | 6  | 612 | 553 | 59   |
| 5                                                                  | Wise Anaitasuna                    | 30     | 23 | 14 | 2 | 7  | 571 | 577 | -6   |
| 6                                                                  | Vino Doña Berenguela Bm. Bolaños   | 28     | 23 | 13 | 2 | 8  | 594 | 538 | 56   |
| 7                                                                  | Ikasa Boadilla                     | 27     | 23 | 12 | 3 | 8  | 559 | 540 | 19   |
| 8                                                                  | Caja Rural Cleba                   | 23     | 23 | 11 | 1 | 11 | 629 | 660 | -31  |
| 9                                                                  | Soliss Bm. Pozuelo de Calatrava    | 21     | 23 | 9  | 3 | 11 | 554 | 552 | 2    |
| 10                                                                 | Lanzarote Puerto del Carmen        | 19     | 23 | 9  | 1 | 13 | 568 | 623 | -55  |
| 11                                                                 | Uneatlántico Pereda                | 15     | 23 | 6  | 3 | 14 | 581 | 617 | -36  |
| 12                                                                 | Solimusic Events Carballal         | 12     | 23 | 4  | 4 | 15 | 541 | 617 | -76  |
| 13                                                                 | Grupo USA H. Mislata               | 9      | 23 | 4  | 1 | 18 | 549 | 639 | -90  |
| 14                                                                 | Agrinova Costa de Almería Roquetas | 6      | 23 | 2  | 2 | 19 | 491 | 633 | -142 |
| Fuente: Federación Española de Balonmano; actualización automática |                                    |        |    |    |   |    |     |     |      |

Cuando aún quedaban 3 jornadas para acabar la temporada, el Zonzamas Plus Car Lanzarote se alzó con el título de liga y el ascenso a la División de Honor Élite.